# Ladik (Samsun)
Ladik és una ciutat de Turquia, i districte de la província de Samsun. El districte té una superfície de 552 km²; la ciutat està a la vora d'una plana que fou l'extrem de la regió clàssica de Phazimonitis, al fons de la qual, i a uns 6 km a l'oest de la ciutat, hi ha el llac clàssic Stiphane, avui llac Ladik (en turc : Lâdik Gölü) reputat com amb molt de peix, que és alimentat pels rius que baixen de les pendents de l'Akdağ o Mont Blanc (1.979 m). El principal emissari del llac és el Tersakan Çayı, afluent del riu Mert Irmağı (Yeşil Irmak) que desaigua a la mar Negra a Samsun. El clima és semicontinental, amb hiverns curts però frescos, i estius suaus; pluja abundant a la primavera i tardor. La regió és agrícola, amb cultiu de blat, rodi, moresc i altres; hi ha ramaderia i apicultura. Producte local reconegut són els tapissos però avui dia ja no es fabriquen.

## Història
Hi ha restes de poblament des de vers el 3000 aC en no menys de 30 llocs a l'entorn de la ciutat; alguns datarien del Calcolític i de l'edat del bronze i fins a l'edat del ferro, continuant en temps dels romans. El lloc de Köyiçi Tepesi prop de la fortalesa d'İkizarı es creu que podria ser el lloc esmentat per Estrabó al nord del llac Stiphane (Lac de Ladik); Salur és un poble a 11 km al nord de Ladik i un dels llocs més importants de la regió del període de l'edat del ferro. La regió fou habitada pels hitites. Els perses la van dominar de vers el 550 al 332 aC; el territori aleshores s'estenia per la costa de la mar Negra i formava part del regne del Pont. Laodicea Pòntica (Laodiceia ad Pontus, Λαοδικεια) fou fundada probablement pel selèucida Seleuc I Nicàtor al Pont a un turó a uns mil metres al sud-oest d'Amisos; va portar el nom de la mare de Seleuc, Laodicea. Per distingir-la d'altres ciutats amb el mateix nom se li va dir Laodicea Pòntica (Laodicea del Pont); és discutit si fou la mateixa que Laodicea Cremada (en llatí Laodicea Combusta, en grec : Λαοδίκεια η Κατακεκαυμένη Laodicea Katakékaumène); el nom de Catakékaumène (en grec Κατακεκαυμένη) el donava Estrabó a una regió on no creixia cap més arbre que la vinya i que el vi de la regió era de tanta qualitat com el que més; a la regió la part plana tenia aspecte de cendra i la part muntanyosa era rocosa i negra com a calcinada. Va passar amb el Pont a domini romà i després romà d'Orient. El 863 els àrabs van fer una incursió a Anatòlia que va arribar fins a la regió. Després de la batalla de Mantziciert del 1071 la ciutat no va trigar a caure en mans dels turcmans seljúcides.
A la batalla de Köse Dağ el 26 de juny de 1243, l'exèrcit mongol va esclafar a les forces del Soldanat de Rum que va esdevenir un estat vassall dels mongols i seguidament dels Il-kans. El sultanat va acabar per desaparèixer el 1307. Però els mongols van perdre el control d'Anatòlia a causa de les lluites internes; l'il-kan Abu Said Bahadur es va desfer del seu tutor Amir Coban i del seu fill Timurtaix Coban, governador d'Anatòlia, el 1328 i va pujar al govern de la regió Ala al-Din Eretna. A la mort del kan el 1335, Eretna va esdevenir independent i la seva dinastia va governar la regió fins que fou suplantada pel Kadi Burhan al-Din Ahmed que va agafar el poder per a si mateix. El beylikat de Burhan al-Din va tenir bones relacions amb els otomans amb els quals es va aliar contra Tamerlà però el 1398 Baiazet I va annexionar el territori posant fi a la dinastia. El juliol de 1402, Bayezid Yıldırım fou derrotat a Ankara per Tamerlà; però aquest va morir el 1405 i els otomans van recuperar el terreny perdut (1414) incloent Ladik.
En endavant no van passar fets rellevants. Baiazet II quan residia a Amasya com a príncep hereu, la va escollir per tenir-hi la seva residència a l'estiu i hi passava sis mesos a l'any; durant aquest temps la va adornar amb diversos monuments, jardins i edificis. Al segle xvii fou visitada per Ewliya Çelebi i diu que tenia 3020 cases i 400 botigues; era quasi independent de l'autoritat provincial a causa de la importància dels seus wakfs. Havent perdut el paper de residència de príncep va entrar en lenta decadència, ja clarament perceptible al segle xviii i a mitjan segle xix havia esdevingut una vila d'uns cents d'habitants, encara que tenia mesquita reial amb dos minarets. Al final del segle xix tenia uns 1500 habitants però el 1950 havia remuntat a 5.054. La primera edició de l'Enciclopèdia de l'Islam la situava segurament erròniament al lloc de la Ladik propera a Çererek; la segona edició ho va corregir situant-la prop d'Amasya seguint l'opinió de Ruge (basada en el text d'Estrabó que situava prop del llac una fortalesa en ruïnes -Ikizari- i un palau reial. La Laodicea Pòntica només està testimoniada per algunes monedes de Mitridates VI Eupator i, per tant, la seva situació sempre ha estat objecte de discussió.